# Kiribati Uniting Church
La Kiribati Uniting Church (KUC) (fino al 2014 la Kiribati Protestant Church e prima ancora, la Gilbert Islands Protestant Church) è la principale chiesa protestante delle Kiribati con circa 25.000 fedeli (il 21% nel 2020).